# 2008
- Wikisource

| Calendário gregoriano                                                        | 2008 MMVIII                         |
| Ab urbe condita                                                              | 2761                                |
| Calendário arménio                                                           | 1458 – 1459                         |
| Calendário bahá'í                                                            | 164 – 165                           |
| Calendário budista                                                           | 2552                                |
| Calendário chinês                                                            | 4704 – 4705 Início a 7 de fevereiro |
| Calendário copta                                                             | 1724 – 1725                         |
| Calendário etíope                                                            | 2000 – 2001                         |
| Calendários hindus - Vikram Samvat - Calendário nacional indiano - Cáli Iuga | 2063 – 2064 1929 – 1930 5108 – 5109 |
| Calendário Holoceno                                                          | 12008                               |
| Calendário islâmico                                                          | 1429 – 1430                         |
| Calendário judaico                                                           | 5768 – 5769 Início a 30 de setembro |
| Calendário persa                                                             | 1386 – 1387 Início a 20 de março    |
| Calendário rúnico                                                            | 2258                                |
| Calendário solar tailandês                                                   | 2551                                |

2008 (MMVIII, na numeração romana) foi um ano bissexto do século XXI que começou numa terça-feira, segundo o calendário gregoriano. As suas letras dominicais foram FE. A terça-feira de Carnaval ocorreu a 5 de fevereiro e o domingo de Páscoa a 23 de março. Segundo o horóscopo chinês, foi o ano do Rato, começando a 7 de fevereiro.

| Evento                                                   | Data            | Hora  |
| -------------------------------------------------------- | --------------- | ----- |
| Aquário                                                  | 20 de janeiro   | 16:44 |
| Peixes                                                   | 19 de fevereiro | 06:50 |
| primavera no hemisfério norte e outono no hemisfério sul |                 |       |
| Carneiro/equinócio                                       | 20 de março     | 05:49 |
| Touro                                                    | 19 de abril     | 16:52 |
| Gémeos                                                   | 20 de maio      | 16:01 |
| verão no hemisfério norte e inverno no hemisfério Sul    |                 |       |
| Caranguejo/solstício                                     | 21 de junho     | 00:00 |
| Leão                                                     | 22 de julho     | 10:55 |
| Virgem                                                   | 22 de agosto    | 18:03 |
| Outono no Hemisfério Norte e Primavera no Hemisfério Sul |                 |       |
| Balança/equinócio                                        | 22 de setembro  | 15:45 |
| Escorpião                                                | 23 de outubro   | 01:09 |
| Sagitário                                                | 21 de novembro  | 22:45 |
| inverno no hemisfério norte e verão no hemisfério sul    |                 |       |
| Capricórnio/solstício                                    | 21 de dezembro  | 12:04 |

| UTC: Portugal Continental, Madeira, Guiné-Bissau e São Tomé e Príncipe Subtrair (-): 1 h nos Açores e Cabo Verde 2 h nas Ilhas oceânicas brasileiras 3 h em Brasília, em Goiás, na Amazônia Oriental Brasileira e no nordeste, sudeste e sul brasileiros 4 h na Amazônia Ocidental Brasileira, Mato Grosso e Mato Grosso do Sul 5 h no Acre e sudoeste do Amazonas Adicionar (+): 1 h em Angola e Guiné Equatorial 2 h em Moçambique 8 h em Macau 9 h em Timor-Leste. |
| Adicionar uma hora durante a vigência do horário de verão: Portugal Continental : De 30 de março a 26 de outubro de 2008 |

| Ano completo                          |
| ------------------------------------- |
| Ano bissexto com início à terça-feira |

Foi o último ano bissexto da década de 2000 e marcou o aniversário de 2000 anos da dinastia Xin.
2008 foi designado como:
- Ano Internacional das Línguas;[1]
- Ano Internacional do Planeta Terra;[2]
- Ano Internacional da Batata;[3]
- Ano Internacional do Saneamento;[4]
- Ano Europeu do Diálogo Intercultural;[5]
- Ano do Sapo, conforme declarado pela iniciativa internacional de conservação, a Amphibian Ark;[6]
- Ano do Golfinho (prorrogado a partir de 2007).[7]
- O Ano do Pai da Pátria Miguel Hidalgo y Costilla, segundo o Governo do Estado do México.

## Eventos

### Janeiro
- 1 de janeiro
  - Chipre, Malta e Bases Britânicas Soberanas (Acrotíri and Deceleia) adotam o euro.[8]
  - A Eslovênia entra para a União Europeia.
  - O Bolívar Venezuelano é reavaliado em uma proporção de 1 para 1000 e rebatizado o Bolívar Fuerte (ISO 4217 código: VEF).
- 4 de janeiro - O 30.º Rali Dakar é cancelado devido à tensão política internacional e do assassinato de quatro turistas franceses em 24 de dezembro de 2007.
- 8 de janeiro - Recuperadas as pinturas Retrato de Suzanne Bloch, de Pablo Picasso, e O Lavrador de Café, de Cândido Portinari, roubadas do MASP.
- 23 a 27 de janeiro: Fórum Econômico Mundial, em Davos.

### Fevereiro
- 11 de fevereiro - Tentativa de assassinato de José Ramos-Horta, presidente do Timor-Leste.
- 14 de fevereiro - Assassinato de Larry King
- 16 de fevereiro - Atentado suicida contra a passagem do Partido do Povo do Paquistão mata 34 e fere 64.
- 17 de fevereiro - Atentado suicida nos arredores de Candaar, Afeganistão, mata 100 e fere quase 200.
  - Proclamação unilateral da Independência do Kosovo.
- 18 de fevereiro - Os Estados Unidos reconhecem formalmente a independência do Kosovo.
- 19 de fevereiro - Fidel Castro renuncia à presidência e o comando das forças armadas em Cuba.
- 21 de fevereiro - Em Belgrado, ocorre maior protesto contra a independência de Kosovo com cerca de 150 mil pessoas e o ataque dos manifestantes contra a embaixada dos Estados Unidos.
- 22 de fevereiro - A polícia britânica descobre as primeiras ossadas de uma criança num orfanato fechado desde 1985.
- 24 de fevereiro
  - Atentado suicida contra peregrinação xiita em Carbala, Iraque, mata 40 e fere 60 pessoas.
  - Raúl Castro é empossado como o novo presidente de Cuba.
- 26 de fevereiro - O Vaticano disponibiliza ao público arquivos referentes sobre a Inquisição no século XVI

- 29 de fevereiro - O governo do Iraque anuncia a sentença da pena de morte ao primo do ex-ditador Saddam Hussein, Ali Hassan Al-Najib.

### Março
- 1 de março - Exército de Israel lança a maior ofensiva contra o nordeste de Gaza, deixando 50 mortos e mais de 100 feridos.
- 2 de março - Início da crise diplomática-militar entre Equador e Venezuela contra a Colômbia, em consequência da morte do dia anterior do segundo dirigente da narco-guerrilha FARC, Raúl Reyes.
- 3 a 9 de março - Os governos da Venezuela, Equador e Nicarágua rompem os laços diplomáticos com a Colômbia, normalizando depois.
- 7 de março - A RTP1 estreia o remake de Vila Faia.
- 25 de março - Centenário do Clube Atlético Mineiro.
- 26 de março - A Bovespa anuncia a fusão com a BM&F.
- 29 de março
  - Ocorreu em mais de 400 cidades do planeta o Earth Hour, com missão de salvar a Terra do aquecimento global.
  - Assassinato da menina Isabella Oliveira Nardoni em São Paulo choca o Brasil.
- 31 de março - Milão é a cidade escolhida para a Expo 2015.

### Abril
- 2 de abril - A 20.ª Cimeira da NATO começa em Bucareste, na Roménia.
- 3 de abril - Albânia e Croácia são convidados a aderir à NATO em 2009. A oferta de adesão à Macedônia (atual Macedônia do Norte) foi rejeitada devido à oposição da Grécia.[9]
- 15 a 20 de abril - Visita do papa Bento XVI aos Estados Unidos, onde visita a sede da ONU e presta homenagem às vítimas dos atentados de 11 de Setembro de 2001 no Ground zero.
- 27 de abril - Vem à tona o caso Fritzl, na Áustria.
- 29 de abril - o jogo Grand Theft Auto IV é lançado para PlayStation 3 e Xbox 360.

### Maio
- 3 e 4 de maio - Condoleezza Rice visita o Médio Oriente.
- 4 de maio
  - Referendo na província boliviana de Santa Cruz sobre a sua autonomia em relação a La Paz
  - Inauguração do novo traçado da Linha do Norte na cidade portuguesa de Espinho
- 10 de maio - Bicentenário da Polícia Civil do Brasil.
- 20 de maio a 24 de maio - Realização do 53º Festival da Eurovisão
- 21 de maio - Manchester United é campeão da UEFA Champions League 2007-08.
- 27 de maio - Os brasileiros Eduardo Keppke e Rodrigo Raineri conseguiram chegar ao topo do Monte Everest.
- 28 de maio - Proclamação da república no Nepal.

### Junho
- 9 de junho - Em Portugal, tem início uma greve nacional de camionistas que protestam contra os constantes aumentos dos preços dos combustíveis.
- 11 de junho - O Sport Club do Recife é campeão da Copa do Brasil pela primeira vez.
- 14 de junho - Abertura da Expo 2008, em Saragoça (Espanha)
- 17 de junho - A Fundação Mozilla lança o browser Firefox 3.
- 27 de junho - Bill Gates se retira da Microsoft para se dedicar a fins filantrópicos.
- 29 de junho - O Papa Bento XVI inaugura, na Basílica de São Paulo Extramuros, em Roma, o Ano Paulino.

### Julho
- 14 de julho - A venezuelana Dayana Mendoza vence a 57ª edição do concurso Miss Universo
- 21 de julho - Preso em Belgrado, Sérvia, o ex-presidente da República Sérvia da Bósnia, Radovan Karadzic, foragido há 12 anos e acusado pela justiça internacional crimes contra a humanidade e crimes de guerra.

### Agosto
- 1 de agosto - Eclipse total do Sol.
- 8 de agosto - Rússia invade território da Ossétia do Sul na Geórgia.
- 8 de agosto - Iniciam-se a 29ª edição dos Jogos Olímpicos em Pequim.
- 11 de agosto - 181 anos da criação dos cursos jurídicos de São Paulo e Olinda.
- 15 de agosto - Fernando Lugo assume a presidência do Paraguai
- 20 de agosto - Um avião, voo Spanair 5022 com 172 pessoas sai da pista e se incendeia no aeroporto de Madrid-Barajas em Madrid na Espanha. 153 pessoas morreram.
- 26 de agosto - Rússia reconhece a independência da Abecásia e da Ossétia do Sul, provocando protestos de todas as potências ocidentais

### Setembro
- 2 de setembro - Google lança o navegador Google Chrome
- 4 de setembro - Maxis lança Spore.
- 10 de setembro - Entra em funcionamento o LHC.
- 15 de setembro - Tem início a crise financeira mundial.
- 17 de setembro - Entra em velocidade da luz as células do LHC.
- 18 de setembro - União Astronômica Internacional classifica Haumea, no Cinturão de Kuiper, como quinto planeta-anão do Sistema Solar.
- 22 de setembro - Kgalema Motlanthe nomeado novo presidente da África do Sul, após renúncia de Thabo Mbeki em 20 de Setembro.
- 23 de setembro - Google lança o sistema operacional Android.
- 29 de setembro - Câmara dos Representantes dos Estados Unidos rejeita o pacote de socorro de 700 bilhões de dólares ao setor financeiro, agravando a maior crise mundial do setor desde a Grande Depressão.

### Outubro
- 2 de outubro - Irrompe a pior crise financeira mundial desde 1929.
- 6 de outubro - O Índice PSI-20 da Euronext Lisboa regista a maior queda desde a sua criação em 31 de dezembro de 1992, ao desvalorizar-se em 9,86%.
- 13 de outubro - O Índice PSI-20 da Euronext Lisboa regista a maior subida desde a sua criação em 31 de dezembro de 1992, ao valorizar-se em 10,20%.
- 15 de outubro - Lançado o OpenOffice.org 3.0.
- 18 de outubro - Assassinato da Menina Eloá no Jardim Santo André em São Paulo choca o Brasil.
- 22 de outubro - Índia lança a Chandrayaan-1, primeira sonda orbital do país com destino à Lua.
- 27 de outubro - A Microsoft apresenta ao público o Windows Azure.
- 28 de outubro - Brasília registra sua maior temperatura da história: 35,8 °C
- 30 de outubro - Inicia-se em São Paulo a 25ª edição do Salão Internacional do Automóvel.

### Novembro
- 1 de novembro - É lançado o videogame portátil Nintendo DSi no Japão.
- 3 de novembro - Os bancos brasileiros Itaú e Unibanco anunciam fusão.
- 3 de novembro - Assassinato da menina Brasileira Rachel Genofre no dia 3 de novembro de 2008 em Curitiba no Paraná (Caso Rachel Genofre).
- 6 de novembro - Jigme Khesar Namgyal Wangchuck é coroado rei do Butão.
- 9 de novembro – Registou-se o desabamento, no mar, de parte do pano da muralha leste do Forte de São Sebastião de Angra, derrocada atribuída a um antigo processo de infiltração sem a devida vistoria e manutenção periódicas por parte dos responsáveis pelo monumento.[10]
- 10 de novembro - Nasa anuncia o fim da missão da sonda phoenix a marte após oito dias sem contato com a espaçonave.[11]
- 21 de novembro - Meteorito cai sobre o Canadá.[12]
- 26 de novembro - Dez atentados terroristas simultâneos matam 195 pessoas, ferem cerca de 400, incendeiam hotéis de luxo e mantêm dezenas de estrangeiros como reféns em Bombaim, na Índia.
- 23 a 29 de novembro - Santa Catarina registra a pior tragédia natural de sua história, com cidades do Vale do Itajaí, Grande Florianópolis e Norte Catarinense duramente afetadas por enxurradas e deslizamentos. Mais de 100 pessoas morrem.

### Dezembro
- 7 de dezembro - O São Paulo Futebol Clube é pela sexta vez campeão brasileiro e é tricampeão de forma consecutiva.

- 12 de dezembro - Tim começa a vender o iPhone 3G.
- 15 de dezembro - A Azul Linhas Aéreas faz seu voo inaugural, de Campinas, São Paulo a Salvador, Bahia
- 13 de dezembro - A russa Ksenia Sukhinova é eleita Miss Mundo.
- 27 de dezembro - Início dos bombardeios da Operação Chumbo Grosso, por Israel, contra alvos palestinos na Faixa de Gaza.

## Nascimentos
- 4 de janeiro - Rayssa Leal, skatista brasileira.
- 14 de fevereiro - Gabriel Moreira, ator brasileiro.
- 14 de março - Abby Ryder Fortson, atriz americana.
- 16 de abril - Leonor, Princesa da Bélgica. É a quarta criança e segunda menina do rei Filipe da Bélgica e de sua esposa, a rainha consorte Matilde da Bélgica.
- 1 de maio - Clara Galinari, atriz brasileira.
- 10 de junho - Helena Zengel, atriz alemã.
- 14 de junho - Giulia Benite, atriz brasileira.
- 15 de julho - Iain Armitage, ator americano.
- 13 de agosto - Dante Pereira-Olson, ator americano.
- 18 de setembro - Jackson Robert Scott, ator americano.
- 29 de setembro - Emma Tallulah Behn, filha da princesa Marta Luísa da Noruega e de seu ex-marido, o escritor e pintor Ari Behn.
- 22 de dezembro - Vittória Seixas, atriz brasileira.

## Mortes
- 15 de janeiro - Brad Renfro, ator norte-americano (n. 1982).
- 17 de janeiro - Bobby Fischer, enxadrista norte-americano (n.1943).
- 21 de janeiro - Luís Carlos Tourinho, ator brasileiro (n. 1964).
- 22 de janeiro - Heath Ledger, ator australiano (n. 1979).
- 23 de janeiro - Paulo Lelis, radialista brasileiro (n. 1951).
- 1 de fevereiro - Beto Carrero, músico sertanejo, locutor de rodeios e empresário brasileiro (n. 1937).
- 14 de fevereiro - Larry King, estudante americano assassinado (n. 1993).
- 24 de fevereiro - Rui Torres, apresentador mexicano (n. 1976).
- 12 de março - Jair Pires, cantor e compositor de música gospel brasileiro (n. 1937).
- 18 de março - Anthony Minghella, diretor e roteirista inglês. (n. 1954).
- 29 de março - Isabella de Oliveira Nardoni, estudante brasileira (n. 2002).
- 15 de abril - Renata Fronzi, atriz brasileira (n. 1925).
- 20 de abril - Adelir Antônio de Carli, sacerdote brasileiro (n. 1967).
- 2 de maio - Mildred Loving, ativista estadunidense (n. 1939).
- 18 de junho - Jean Delannoy, cineasta francês. (n. 1908).
- 20 de junho - André Valli, ator brasileiro. (n. 1945).
- 19 de julho - Dercy Gonçalves, atriz e comediante brasileira (n. 1907).
- 27 de agosto - Del Martin, ativista e jornalista americana (n. 1921).
- 14 de setembro - John Burnside, ativista e inventor estadunidense (n. 1916).
- 19 de outubro - Eloá Cristina Pimentel, estudante brasileira (n. 1993).
- 2 de novembro - Carlos Alberto Vaccari, locutor e dublador brasileiro (n. 1940).
- 22 de novembro - MC Breed, rapper estadunidense (n. 1971).
- 31 de dezembro - Fábio Sabag, ator, diretor e produtor brasileiro (n. 1931).

## Prémio Nobel
- Física - Yoichiro Nambu, Makoto Kobayashi e Toshihide Maskawa
- Química – Martin Chalfie, Roger Tsien, Osamu Shimomura
- Medicina – Harald zur Hausen, Françoise Barré-Sinoussi, Luc Montagnier
- Literatura – Jean-Marie Gustave Le Clézio
- Paz – Martti Ahtisaari
- Economia - Paul Krugman

## Epacta e idade da Lua
| Epacta gregoriana | 23 (XXIII) |
| Idade da Lua      | Letra D    |

## Por tema
- 2008 no Brasil
- 2008 na ciência
- 2008 no cinema
- Desastres em 2008
- 2008 no desporto
- Eleições em 2008
- 2008 nos jogos eletrônicos
- 2008 na literatura
- Mortes em 2008
- 2008 na música
- 2008 na televisão